# Lalevići
Lalevići (cyr. Лалевићи) – wieś w Czarnogórze, w gminie Danilovgrad. W 2011 roku liczyła 154 mieszkańców.